# 山城遗址 (民和县)
山城遗址，位于中国青海省民和回族土族自治县川口镇山城村，为第三批青海省文物保护单位，公布日期为1959年3月16日，类型为古遗址。
山城遗址的历史年代为新石器时代。